# Pittston
Pittston est une ville du comté de Luzerne en Pennsylvanie (États-Unis). Elle est située entre Scranton et Wilkes-Barre. Elle a pris son essor au tournant des XIXe et XXe siècles en étant une petite ville minière attirant des immigrants européens.
Au recensement de 2010, elle comptait 7 739 habitants. Sa population atteignit un sommet en 1920 avec 18 494 habitants.